# Quadricalcarifera lineata
Quadricalcarifera lineata är en fjärilsart som beskrevs av Okano 1960. Quadricalcarifera lineata ingår i släktet Quadricalcarifera och familjen tandspinnare. Inga underarter finns listade.